# Черногорова, Людмила Михайловна
Людмила Михайловна Черногорова (25 июня 1925, Выползово, Ярославская губерния — 2006, Выползово, Ярославская область) — советский передовик производства в сельском хозяйстве. Герой Социалистического Труда (1960).

## Биография
Родилась 25 июня 1925 года в деревне Выползово (ныне — Тутаевского района Ярославской области).
С 1941 года, с шестнадцати лет начала свою трудовую деятельность в хозяйстве «Волгарь», школу окончить помешала Великая Отечественная война, в годы войны работала и осваивать мужские профессии — пахала, сеяла и косила за взрослых.
С 1945 года работала в совхозе, в подсобном хозяйстве «Волна» судостроительного завода № 35 — дояркой на ферме, в телятнике, затем перешла работать на свинарнике. В то время это было самое крупное свиноводческое хозяйство области.
Л. М. Черногорова за время работы добилась высоких показателей по выходу поросят и привесам. Она выращивала 20—24 килограммовых поросят до 120—130 килограмм. Среднесуточные привесы составляли по 800 граммов на голову. В 1959 году, при содержании в летнем лагере, откормила 587 свиней, сдала 546 центнеров мяса — тем самым она стала рекордсменом по всей Ярославской области.
7 марта 1960 года Указом Президиума Верховного Совета СССР «за выдающиеся достижения в труде и особо плодотворную общественную деятельность» Людмила Михайловна Черногорова была удостоена звания Героя Социалистического Труда с вручением Ордена Ленина и золотой медали «Серп и Молот».
Л. М. Черногорова продолжала работать в совхозе «Призыв» на животноводческой ферме, начав со ста свиней, она сумела довести годовую норму откорма до 500—700 голов. В связи с этим рекордом была издана брошюра, посвящённая её работе. Принимала участие в формировании мясного стада крупного рогатого скота.
Жила в деревне Тутаевского района, Ярославской области. Скончалась в 2006 году.

## Награды
- Медаль «Серп и Молот» (7.03.1960)
- Орден Ленина (7.03.1960)

### Звания
- Почетный гражданин Тутаевского муниципального района (25.07.2003 № 274)